# Prima Divisione Basilicata 1951-1952
La Prima Divisione fu il massimo campionato regionale di calcio disputato in Basilicata nella stagione 1951-1952. 
Questa stagione fu molto particolare per le società che disputavano i campionati regionali. A livello nazionale, infatti, la FIGC aveva approvato il Lodo Barassi, una riforma della struttura piramidale dei campionati che avrebbe, tra l'altro, istituito un nuovo massimo campionato regionale denominato Promozione. Il meccanismo della riforma premiò le piccole realtà come la Lega Regionale Lucana che, avendo una Prima Divisione estremamente ridotta, e nel caso specifico giunta solo alla seconda edizione, non potevano subire alcun taglio dalla creazione della nuova categoria.
Per garantire un minimo interesse intorno a questo campionato di fatto senza promozioni, la Lega lo allargò aggiungendo altri nuovi club, oltre a una squadra riserve. Essendo sedici i posti per la nuova Promozione, ed una la società lucana iscritta alla sovrastante Lega Interregionale Sud, e dovendosi tener conto del Matera ospite della Lega Pugliese ma destinato al ritorno in patria per la stagione successiva, risultarono in numero di quattordici su venti - la squadra riserve era escluse da questa graduatoria - i club di Prima Divisione Lucana destinati all'istituenda nuova categoria regionale.

## Il campionato
Il campionato lucano di Prima Divisione, ben 21 squadre partecipanti, è il coronamento degli sforzi fatti dal Presidente, Umberto Di Pasca, nell'invogliare e incoraggiare le società sportive lucane ad affiliarsi, ottenere un campo sportivo dalle autorità cittadine e il relativo contributo della F.I.G.C. attraverso l'opera di Riccardo Zoppini responsabile della gestione dei campi sportivi italiani.
Arrivati all'appuntamento col Lodo Barassi, la Lega Regionale Lucana distribuì i posti ad essa assegnati in ragione di 4 squadre per ognuno dei 3 gironi di Prima Divisione, più due posti riservati alla discrezione della lega stessa. Ma, alla formazione dei nuovi quadri regionali, diverse squadre rinunceranno all'ammissione al nuovo campionato a causa dei notevoli costi derivati dalle spese di trasporto e gestione. È questo il motivo dell'incongruenza tra il numero delle squadre programmate e quelle ammesse per ogni girone guardando queste classifiche finali: 6 dal girone A, 3 dal B e 1 sola dal girone C più la U.S. Juventina retrocessa dalla Promozione e il Matera. A conti fatti, la nuova Promozione Lucana debutterà con ben quattro vacanze d'organico, non avendo trovato sufficienti club per completare la griglia di partenza.

## Girone A

### Squadre partecipanti
| Club                               | Città (provincia)       | Stagione precedente           |
| ---------------------------------- | ----------------------- | ----------------------------- |
| U.S. Acheruntia                    | Acerenza (PZ)           | ?                             |
| U.S. Aviglianese "Emanuele Stolfi" | Avigliano (PZ)          | 6º posto in Prima Divisione A |
| U.S. Lavello                       | Lavello (PZ)            | 2º posto in Prima Divisione A |
| U.S. Libertas Invicta              | Potenza                 | ?                             |
| U.S. Melfi                         | Melfi (PZ)              | 3º posto in Prima Divisione A |
| U.S. Pescopagano                   | Pescopagano (PZ)        | 5º posto in Prima Divisione A |
| U.S. Venusia                       | Venosa (PZ)             | 7º posto in Prima Divisione A |
| C.S. Vultur                        | Rionero in Vulture (PZ) | ?                             |

### Classifica finale
|  | Pos. | Squadra                | Pt | G  | V  | N | P  | GF | GS | DR  |
|  | ---- | ---------------------- | -- | -- | -- | - | -- | -- | -- | --- |
|  | 1.   | Vultur Rionero         | 26 | 14 | 13 | 0 | 1  | 47 | 6  | +41 |
|  | 2.   | Melfi                  | 23 | 14 | 11 | 1 | 2  | 45 | 13 | +32 |
|  | 3.   | Aviglianese "E.Stolfi" | 13 | 14 | 5  | 3 | 6  | 24 | 23 | +1  |
|  | 3.   | Pescopagano (-1)       | 13 | 14 | 7  | 0 | 7  | 22 | 21 | +1  |
|  | 5.   | Libertas Invicta       | 12 | 14 | 5  | 2 | 7  | 25 | 25 | 0   |
|  | 6.   | Venusia (-1)           | 11 | 14 | 6  | 0 | 8  | 18 | 30 | -12 |
|  | 7.   | Lavello (-3)           | 4  | 14 | 3  | 1 | 10 | 15 | 38 | -23 |
|  | 8.   | Acheruntia (-3)        | 0  | 14 | 1  | 1 | 12 | 10 | 50 | -40 |

Legenda:
      Ammesso alle finali regionali.
      Retrocesso in Seconda Categoria.
Regolamento:
Due punti a vittoria, uno a pareggio, zero a sconfitta.
Note:
Pescopagano e Venusia hanno scontato 1 punto di penalizzazione.
Lavello e Acheruntia hanno scontato 3 punti di penalizzazione.

### Verdetti
- Vultur qualificata alle finali per il titolo di campione regionale di Prima Divisione.
- Libertas Lavello e Acheruntia retrocesse nella seconda categoria regionale, che dalla stagione 1952-1953 cambiò nome da Seconda a Prima Divisione.

## Girone B

### Squadre partecipanti
| Club                         | Città (provincia)   | Stagione precedente           |
| ---------------------------- | ------------------- | ----------------------------- |
| U.S. Bernalda                | Bernalda (MT)       | 3º posto in Prima Divisione B |
| A.S.C. Candela               | Grassano (MT)       | 5º posto in Prima Divisione B |
| U.S. Ferrandinese            | Ferrandina (MT)     | 6º posto in Prima Divisione B |
| U.S. Juventina (B = riserve) | Potenza             | ?                             |
| Pol. Libertas                | Matera              | 7º posto in Prima Divisione B |
| U.S. Montescaglioso          | Montescaglioso (MT) | 1º posto in Prima Divisione B |
| U.S. Olimpia Potenza         | Potenza             | ?                             |

### Classifica finale
|  | Pos. | Squadra             | Pt | G  | V  | N | P  | GF | GS | DR  |
|  | ---- | ------------------- | -- | -- | -- | - | -- | -- | -- | --- |
|  | 1.   | Libertas            | 22 | 12 | 11 | 0 | 1  | 37 | 11 | +26 |
|  | 2.   | Bernalda            | 22 | 12 | 11 | 0 | 1  | 49 | 8  | +41 |
|  | 3.   | Olimpia (-1)        | 8  | 12 | 4  | 1 | 7  | 19 | 21 | -2  |
|  | 4.   | Candela (-1)        | 7  | 12 | 4  | 0 | 8  | 16 | 27 | -11 |
|  | 4.   | Ferrandinese (-1)   | 7  | 12 | 4  | 0 | 8  | 4  | 21 | -17 |
|  | 6.   | Juventina B (-2)    | 5  | 12 | 3  | 1 | 8  | 19 | 21 | -2  |
|  | 7.   | Montescaglioso (-2) | 0  | 12 | 1  | 0 | 11 | 4  | 51 | -47 |

Legenda:
      Ammesso alle finali regionali.
      Retrocesso in Seconda Categoria.
Regolamento:
Due punti a vittoria, uno a pareggio, zero a sconfitta.
Note:
Candela, Ferrandinese ed Olimpia hanno scontato 1 punto di penalizzazione.
Juventina e Montescaglioso hanno scontato 2 punti di penalizzazione.
L'Olimpia non si iscrive alla stagione successiva.

### Spareggio per l'accesso alle finali
|                 | Risultati      |          | Luogo e data                                |  |
| --------------- | -------------- | -------- | ------------------------------------------- |  |
| Libertas Matera | 1 - 1 (d.t.s.) | Bernalda | Stadio Alfredo Viviani di Potenza, ??? 1952 |  |
|                 |                |          |                                             |  |

La Libertas vince al sorteggio. Il Bernalda presenta ricorso alla C.A.F. chiedendo la ripetizione della gara. Questa le dà ragione e ne dispone la ripetizione. Il Bernalda rinuncia però a disputare la ripetizione della gara e la Libertas Matera accede alle finali per il titolo di campione regionale di Prima Divisione.

### Verdetti
- Libertas Matera qualificata alle finali per il titolo di campione regionale di Prima Divisione.
- Ferrandinese e Montescaglioso retrocesse nella seconda categoria regionale, che dalla stagione 1952-1953 cambiò nome da Seconda a Prima Divisione.

## Girone C

### Squadre partecipanti
| Club               | Città (provincia)           | Stagione precedente           |
| ------------------ | --------------------------- | ----------------------------- |
| S.S. Alpe          | Latronico (PZ)              | 3º posto in Prima Divisione C |
| U.S. Castelluccese | Castelluccio Inferiore (PZ) | 1º posto in Prima Divisione C |
| S.S. Italia        | Senise (PZ)                 | 4º posto in Prima Divisione C |
| U.S. Lagonegrese   | Lagonegro (PZ)              | ?                             |
| U.S. Moliternese   | Moliterno (PZ)              | 2º posto in Prima Divisione C |
| U.S. Rocco Albano  | Roccanova (PZ)              | ?                             |

### Classifica finale
|  | Pos. | Squadra            | Pt | G  | V | N | P | GF | GS | DR  |
|  | ---- | ------------------ | -- | -- | - | - | - | -- | -- | --- |
|  | 1.   | Moliternese        | 17 | 10 | 8 | 1 | 1 | 24 | 11 | +13 |
|  | 2.   | Lagonegrese        | 13 | 10 | 6 | 1 | 3 | 22 | 10 | +12 |
|  | 3.   | Rocco Albano       | 8  | 10 | 4 | 0 | 6 | 16 | 24 | -8  |
|  | 3.   | Alpe               | 8  | 10 | 3 | 2 | 5 | 14 | 21 | -7  |
|  | 5.   | Castelluccese (-1) | 3  | 10 | 4 | 1 | 5 | 12 | 14 | -2  |
|  | 6.   | Italia Senise (-3) | 2  | 10 | 2 | 1 | 7 | 12 | 20 | -8  |

Legenda:
      Ammesso alle finali regionali.
      Retrocesso in Seconda Categoria.
Regolamento:
Due punti a vittoria, uno a pareggio, zero a sconfitta.
Note:
Il Castelluccese ha scontato 1 punto di penalizzazione.
L'Italia Senise ha scontato 3 punti di penalizzazione.
Lagonegrese, Rocco Albano e Alpe non si iscrivono alla stagione successiva.

### Verdetti
- Moliternese qualificata alle finali per il titolo di campione regionale di Prima Divisione.
- Castelluccese e Italia Senise retrocesse nella seconda categoria regionale, che dalla stagione 1952-1953 cambiò nome da Seconda a Prima Divisione.

## Finali
Il Vultur Rionero ha rinunciato a disputare le finali.
|                 | Risultati |                 | Luogo e data  |  |
| --------------- | --------- | --------------- | ------------- |  |
| Moliternese     | 2 - 1     | Libertas Matera | ???, ??? 1952 |  |
| Libertas Matera | 3 - 3     | Moliternese     | ???, ??? 1952 |  |
|                 |           |                 |               |  |

Unione Sportiva Moliternese campione regionale lucano 1952.